# Рабочее определение антисемитизма
Рабочее определение антисемитизма (также определение антисемитизма Международного альянса в память о Холокосте, определение IHRA) — не имеющее обязательной юридической силы заявление: «Антисемитизм — определённое восприятие евреев, которое может выражаться в ненависти к евреям. Риторические и физические проявления антисемитизма направлены против евреев и неевреев и/или их собственности, против еврейских общинных учреждений и религиозных объектов». Впервые это определение было опубликовано Европейским центром мониторинга расизма и ксенофобии (EUMC) в 2005 году, затем Международным альянсом в память о Холокосте (IHRA) в 2016 году. К рабочему определению прилагаются 11 иллюстративных примеров, цель которых описывается как руководство IHRA в его работе; семь из них связаны с критикой Израиля (антисионизмом).

## Разработка и принятие
Определение было разработано в 2003—2004 годах и впервые опубликовано 28 января 2005 года на веб-сайте агентства Европейского союза, Европейского центра мониторинга расизма и ксенофобии (EUMC). Публикация была сделана «без формальной рецензии» и оставалась рабочим проектом до ноября 2013 года, когда агентство-преемник EUMC, Агентство по основным правам (FRA), удалило его со своего веб-сайта. В письме представителю Европейского союза по иностранным делам и политике безопасности баронессе Кэтрин Эштон директор по международным отношениям Центра Симона Визенталя доктор Шимон Сэмюэлс отметил: "Траст, по всей видимости, отменил своё решение после удаления Определения, заявив: «Пресс-секретарь FRA объяснил, что это был дискуссионный документ и никогда не принимался ЕС в качестве рабочего определения, хотя он находился на веб-сайте FRA до недавнего времени, когда его удалили во время очистки сайта от неофициальных документов».
Рабочее определение было принято Пленарным заседанием IHRA, состоящим из представителей 31 страны, в Бухаресте 26 мая 2016 года. Впоследствии оно было принято Европейским парламентом и другими национальными и международными органами и использовалось для внутренних нужд рядом правительственных и политических учреждений, хотя не все из них явно использовали сопровождающие определение иллюстрирующие примеры.
В США до недавнего времени с точки зрения законодательства «евреи» было религиозным понятием. Светские евреи не были защищены от проявлений антисемитизма, поскольку они не рассматривались как группа. Впрочем, они могли воспользоваться судебной защитой. В декабре 2019 года, во время своего первого президентского срока, Дональд Трамп подписал указ, который интерпретирует евреев не только как религиозную группу, но и как национальность.
В 2025 году Джаред Кушнер (зять Дональда Трампа) написал статью в «Нью-Йорк Таймс», в которой отметил, что целью указа было одобрение правительством США определения IHRA. «В частности, указ Трампа официально признает антисионизм антисемитизмом. Те, кто говорят, что они антисионисты, но не антисемиты, просто врут». Профессор Алан Дершович высказал мнение, что этот указ Трампа является самой большой победой в деле защиты прав человека за десятилетия.
В том же 2025 году, на второй день нового президентства Трампа, Гарвардский университет, в котором сильно палестинское влияние и наблюдается высокий уровень антисемитизма, пошёл на сделку в судебном разбирательстве, признав антисионизм одной из форм антисемитизма. Он согласился в дальнейшем следовать определению антисемитизма, данному IHRA. Ранее указ Трампа в отношении университета не работал, и еврейские студенты подвергались там дискриминации, особенно после вторжения ХАМАСа в Израиль в 2023 году.

## Примеры
IHRA приводит следующие примеры антисемитизма:
- Призывы к убийству или причинению вреда евреям от имени радикальной идеологии или религиозных убеждений.
- Распространение лживых, бесчеловечных, демонизирующих или стереотипных утверждений о евреях как таковых или о власти евреев как коллективной группы, включая мифы о мировом еврейском заговоре или контроле над СМИ, экономикой, правительством и другими общественными институтами.
- Обвинение евреев как народа в ответственности за реальные или вымышленные проступки, совершённые отдельными лицами или группами, а также за действия, совершённые неевреями.
- Отрицание факта, масштаба, механизмов (например, газовых камер) или намерения геноцида еврейского народа руками нацистской Германии и её сторонников и пособников во время Второй мировой войны (Холокоста).
- Обвинение еврейского народа в выдумывании или преувеличении Холокоста.
- Обвинение еврейских граждан в большей лояльности к Государству Израиль или к предполагаемым приоритетам евреев во всём мире, чем к интересам их собственных наций.
- Отказ евреям в праве на самоопределение, например, утверждение, что существование Государства Израиль является расистским предприятием.
- Применение двойных стандартов к Израилю, требуя от него поведения, не ожидаемого или требуемого от других демократических стран.
- Использование символов и образов, связанных с классическим антисемитизмом (например, утверждений, что евреи убили Иисуса или совершали ритуальные убийства), для характеристики Израиля или израильтян.
- Проведение параллелей между современной политикой Израиля и политикой нацистов.
- Возложение ответственности на евреев в целом за действия Государства Израиль.

## Оценки
Рабочее определение антисемитизма считается важным первым шагом в борьбе с ростом антисемитизма, в особенности в Европе и Соединённых Штатах. Рабочее определение, по мнению его разработчиков, представляет собой чёткое и компактное описание антисемитизма в его различных формах, включая отрицание Холокоста, предрассудки против евреев и отрицание права Израиля на существование. Определение сигнализирует о понимании угрозы правительствами, что является первым шагом в борьбе с ней. В первоначальной разработке определения принимал участие Американский еврейский комитет, который призывает европейские правительства принять его.
Сторонники определения IHRA активно поддерживают Израиль и связывают антисионизм с антисемитизмом, хотя само определение прямо об этом не говорит. Произраильские организации выступали за юридическое принятие определения IHRA на мировом уровне. Сионистская организация Америки (ZOA), Американский еврейский комитет (AJC) и Центр Брандейса лоббировали принятие данного подхода в учреждениях и правительствах.
Определение подверглось резкой критике со стороны ряда учёных, включая правоведов, которые утверждают, что оно подавляет свободу слова, связанную с критикой действий и политики Израиля. Определение оспаривалось ввиду недостатков, которые, по словам критиков, приводят к злоупотреблениям; утверждалось, что оно препятствует агитации за права палестинцев; также критиковалась расплывчатость определения.
Громкие дискуссии прошли в Великобритании в 2011 году в Союзе университетов и колледжей (UCU) и в британской Лейбористской партии в 2018 году. UCU рассмотрел предложение отмежеваться от определения EUMC, основываясь на убеждении, что оно «путает критику политики и действий правительства Израиля с подлинным антисемитизмом». Это вызвало оживленную полемику, охватившую не только английские академические и еврейские сообщества, но и еврейские, правозащитные группы и группы высшего образования по всей Европе и в других странах. Кеннет С. Стерн, который внёс вклад в первоначальный проект, выступал против использования определения в университетских городках способами, которые могут подавлять и ограничивать свободу слова. В 2011 году Стерн, который тогда был главным экспертом по антисемитизму в Американском еврейском комитете, подвергся резкой критике, когда утверждал, что рабочее определение использовалось истцами в федеральных делах о гражданских правах в Управлении по гражданским правам (OCR) Министерства образования США для цензуры высказываний, критикующих Израиль.
Недовольство определением IHRA как самим по себе, так и тем, как оно применялось в общественной сфере, привело к тому, что две отдельные группы людей разработали определения, которые впоследствии стали Документом Nexus и Иерусалимской декларацией об антисемитизме, где чётко проводятся различия между антисемитизмом и критикой Израиля.